# Per Geijer
För malmkroppen, se Per Geijermalmen
Per Adolf Geijer, född 7 maj 1886 i Svea artilleriregementes församling, död 18 april 1976 i Danderyd, var en svensk geolog och mineralog, professor; son till Gottschalk Geijer av släkten Geijer, sonsons son till Per Adolf Geijer (krigsråd) och morfar till Per Olof Nisser.
Geijer blev 1910 filosofie doktor och docent i petrografi vid Stockholms högskola, företog 1913 en resa till Nordamerika för att studera gruvfälten där och blev 1916 statsgeolog vid Sveriges geologiska undersökning (SGU). Han var professor i mineralogi och geologi vid Kungliga Tekniska högskolan 1931–1941 samt överdirektör och chef för SGU 1942–1951.
Hans arbeten behandlade i huvudsak Sveriges malmer och de geologiska förhållanden under vilka de uppträder. Hans arbeten behandlar bland annat malmfälten Kirunavaara, Luossavaara, Tuollavaara och i Falutrakten.
Geijer invaldes 1934 som ledamot av Kungl. Ingenjörsvetenskapsakademien och blev 1939 ledamot av Kungliga Vetenskapsakademien. Han tilldelades Brinellmedaljen 1961 tillsammans med Nils H. Magnusson.
Per Geijer är begravd på Djursholms begravningsplats.